# قصر لينة التاريخي
قصر لينة التاريخي هو قصر سعودي قديم بُني بأمر من الملك المؤسس عبد العزيز بن عبد الرحمن آل سعود في بداية سنوات توحيده لبلاده عام 1354ــ 1355هـ ؛ ليكون مقرا للإمارة في المنطقة آنذاك، ويقع القصر في قرية لينة التاريخية الواقعة على بعد 100 كلم عن محافظة رفحاء التابعة لمنطقة الحدود الشمالية السعودية، ولا يزال موجود إلى الآن، ويعد من آثار المنطقة البارزة.

## البناء
بني القصر من الطين واللبن والحجارة وخشب الأثل وسعف النخل على مساحة 1000 متر مربع، وأُحيط به سور مربع في كل زاوية من زواياه برج دائري للحراسة والمراقبة، ويتوسط السور بوابة خشبية كبيرة جهة الجنوب، ويضم القصر غرف خاصة كانت للملك عبد العزيز وأسرته، وغرف للضيافة، وكما يحتوي على مسجد مسقوف بسعف النخيل، وبئر، واسطبلات للخيول، وفناء واسع تطل عليه معظم الغرف.
يبلغ قصر الملك عبد العزيز التاريخي بلينة أكثر من ( 4000م2 )حيث بني من الطين واللبن والحجارة ويحتوي سور القصر على أربعة أبراج دائرية الشكل في أركانه الأربعة، تستخدم للحراسة والمراقبة.  ويتوسط القصر بوابة كبيرة مصنوعة من الخشب. ينقسم القصر من الداخل حيث الفناء الواسع في وسطه والتي تطل عليه معظم الغرف والتي يبلغ عددها (52) غرفة ومنها الغرف الخاصة لسكن الأمير وأسرته. وغرف خاصة للضيوف واستقبال العامة. كما يوجد  في القصر بئر يقع  في الركن الشمالي الغربي من القصر

## الأهمية
يعتبر قصر الملك عبد العزيز التاريخي شاهداً تاريخياً لمنطقة الحدود الشمالية لما يمثله بين عراقة الماضي. وأصالة الحاضر. حيث إنشاء بعد توحيد المملكة عام ( 1354-1355هـ) ليكون مقراً لإمارة المنطقة في السابق من قبل الملك عبد العزيز وحيث وجودة في وسط القرية وضخامة القصر يعطي طابعاً تاريخياً مهماً في تلك الفترة  التي تخلد توحيد المملكة.

## الترميم
تقوم وزارة السياحة في السعودية بإعادة ترميم وتأهيل القصر، بهدف إعادة وتأهيل وتوظيف المباني التاريخية في عهد الملك عبد العزيز كمراكز حضارية وثقافية.

## آثار القصر
- بئر قديمة تقع في الركن الشمالي الغربي من القصر
- مكان مخصص لخيل الأمير، وفي وسطه فناء واسع تطل عليه معظم الغرف.[7]

## انظر ايضاً
- الحدود الشمالية
- رفحاء
- قصر الدهلوي

## وصلات خارجية
- قصر المؤسس بـ «لينة».. إطلالة تاريخية عمرها 80 عامًا.